# Балдин, Юрий Иванович
Юрий Иванович Балдин (р. 1932) — донецкий скульптор. Член Союза художников СССР.

## Биография
Родился 23 февраля 1932 года в Ленинграде. В 1965 году окончил Ленинградскую академию художеств и приехал в Донецк. С 1973 года член национального союза художников Украины.
Юрий Иванович Балдин автор ряда памятников Донецка:
Занял второе место в конкурсе проектов памятников 250 донецким воинам-шахтерам, героически погибшим при обороне Одессы

## Список работ Балдина
| Фото | Название                                                                              | Дата установки | Место установки                                             | Краткое описание |
| ---- | ------------------------------------------------------------------------------------- | -------------- | ----------------------------------------------------------- | --- |
|      | монумент «Освободителям Донбасса»                                                     | 1984           | Донецк                                                      | скульпторы Балдин Юрий Иванович, А. Н. Порожнюк, архитекторы В. П. Кишкань и М. Я. Ксеневич, инженер-конструктор Райгородецкий Е. Л..                 |
|      | памятный знак в честь журналистов и писателей, погибших в Великой Отечественной войне | 1990           | Донецк                                                      | скульптор Балдин Юрий Иванович, архитектор В. Кишкань                                                                                                 |
|      | Памятник Владимиру Ивановичу Дегтярёву                                                | 2001           | Донецк                                                      | скульптор Балдин Юрий Иванович, архитектор — Лукин, Артур Львович                                                                                     |
|      | Памятник исцелившемуся больному                                                       | 2001           | Донецк, около областной травматологии                       | скульпторы Чесноков, Павел Васильевич и Балдин Юрий Иванович                                                                                          |
|      | Мемориальная доска на доме, где жил Николай Васильевич Ясиненко                       | 2002           | Донецк                                                      | |
|      | Фронтонная фигура Мельпомены на Донецком драматическом театре                         | 2005           | Донецк, драмтеатр                                           | |
|      | Памятник жертвам чернобыльской катастрофы                                             | 2006           | Донецк, горсад                                              | скульптор Балдин Юрий Иванович, архитектор Бучек, Владимир Степанович                                                                                 |
|      | памятник жертвам Холокоста                                                            | 2006           | Донецк, Ленинский проспект                                  | скульптор Балдин Юрий Иванович, архитектор — Вигдергауз, Павел Исаакович                                                                              |
|      | Памятник Ф. И. Толбухину                                                              | 1995           | Донецк, проспект Ильича                                     | скульптор Балдин Юрий Иванович, архитектор Лукин, Артур Львович                                                                                       |
|      | Скифская композиция                                                                   | 2003           |                                                             | Пектораль из кургана Толстая Могила, скифский воин («Золотой скиф») и скифский шлем (скульпторы Киселёв, Владимир Григорьевич и Балдин Юрий Иванович) |
|      | Мемориальная доска Василию Семёновичу Гроссману                                       | 1995           | На здании Донецкой горбольницы № 1, со стороны улицы Артёма | скульптор Балдин Юрий Иванович, архитектор Кишкань, Владимир Петрович                                                                                 |
|      | Мемориальная доска и памятник Владимиру Высоцкому                                     | 27 января 1998 | Донецкая область, Мариуполь, у Дома связи                   | совместно с Ефимом Харабетом |
|      | горельеф «Связь»                                                                      | 1986           | Донецк, на здании быттехники                                | в настоящее время демонтирован |
|      | горельеф «Игра»                                                                       | 1971           | Донецк, на здании фабрики игрушек                           | в настоящее время демонтирован |
|      | мемориальная доска Исааку Бабелю.                                                     |                | Горловка                                                    | |
|      | бюста писателя Виктора Шутова                                                         |                |                                                             | |
|      |                                                                                       |                |                                                             | |